# Człowiek bez twarzy
Człowiek bez twarzy – amerykański dramat obyczajowy z 1993 na podstawie powieści Isabelle Holland. Debiut reżyserski Mela Gibsona.

## Główne role
- Mel Gibson - Justin McLeod
- Nick Stahl - Charles E. 'Chuck' Norstadt
- Margaret Whitton - Catherine Palin
- Fay Masterson - Gloria Norstadt
- Gaby Hoffmann - Megan Norstadt
- Geoffrey Lewis - Szeryf Wayne Stark
- Richard Masur - Prof. Carl Hartley